# Liste des porte-drapeaux à la cérémonie d'ouverture des Jeux olympiques d'hiver de 2026
Cet article répertorie la liste des porte-drapeaux lors de la cérémonie d'ouverture des Jeux olympiques d'hiver de 2026 à Milan et Cortina d'Ampezzo en Italie qui s'est déroulée le  6 février 2026 dans le Stade San Siro à 20 h, heure locale.
Cette liste est classée dans l'ordre dans lequel les délégations nationales défilent. Conformément à la tradition, la délégation ouvrant la marche est celle de la Grèce, en sa qualité de pays fondateur des Jeux olympiques, et la dernière, clôturant la parade, est celle du pays hôte, ici l'Italie. Comme toujours, l'ensemble des autres comités nationaux défilent dans l'ordre alphabétique de la langue de la nation organisatrice des Jeux, l'Italien.
La France et les États-Unis, respectivement hôtes des JO 2030 et JO 2034, défilent aux avant-dernière positions.

## Liste des porte-drapeaux
Chaque ligne indique le nom du porte-drapeau, sa discipline et la délégation qu'il représente :
| Ordre | Pays       | Nom en italien | Porte-drapeau masculin | Porte-drapeau masculin | Porte-drapeau féminin | Porte-drapeau féminin | R. |
| Ordre | Pays       | Nom en italien | Sportif                | Discipline             | Sportive              | Discipline            | R. |
| ----- | ---------- | -------------- | ---------------------- | ---------------------- | --------------------- | --------------------- | -- |
| 1     | Grèce      | Grecia         |                        |                        |                       |                       |    |
| -     | États-Unis | Stati Uniti    |                        |                        |                       |                       |    |
| -     | France     | Francia        |                        |                        |                       |                       |    |
| -     | Italie     | Italia         |                        |                        |                       |                       |    |